# 旧神田家別邸（稲村亭）
旧神田家別邸（稲村亭）（きゅうかんだけべってい とうそんてい）は、和歌山県東牟婁郡串本町串本字寺前生879-1にある建築物。登録有形文化財。

## 歴史

### 別邸の竣工

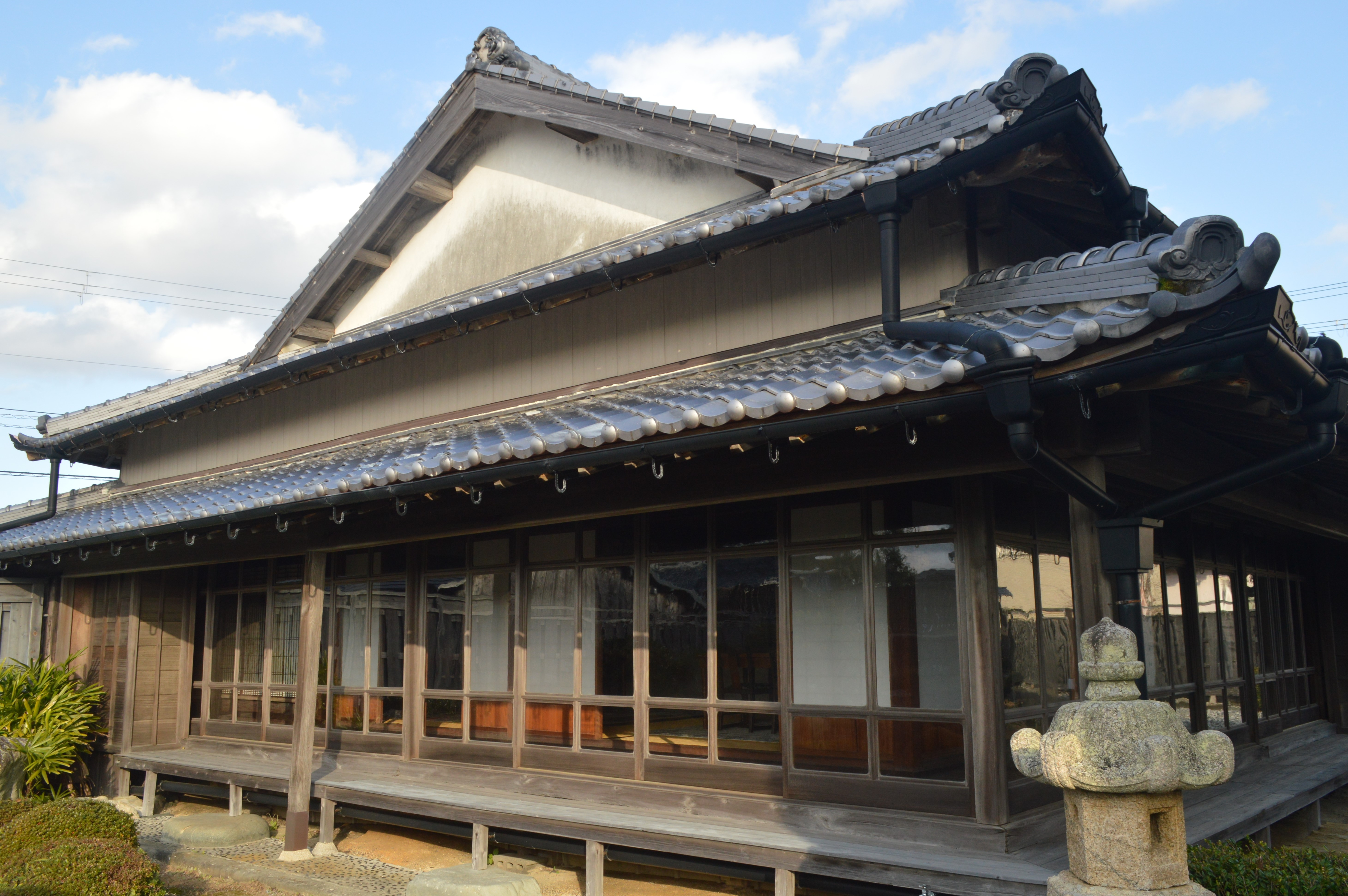
書院座敷

神田清右衛門家は串本有数の商家であり、多くの土地を所有する山林地主だったほかに、鯨漁などの事業も行った。嘉永5年（1852年）の大飢饉の際、神田清右衛門家は村人らに米を施すなどして危機を救った。
1874年（明治7年）、12代当主の神田直堯（なおたか）によって無量寺の門前近くに建てられた。大工は串本の濱口武兵衛であり、後見大工は上野の藤本清七。神田直堯自身の隠居所であり、接待、祝事、仏事などにも用いられた。1871年（明治4年）春に西牟婁郡有田村（現・東牟婁郡串本町有田）の稲村海岸に巨木が流れ着き、その巨木を用いて建てたことが稲村亭という通称の由来である。

### 保存と活用
2016年（平成28年）には土地と建物が神田清右衛門家から串本町に寄贈された。2018年（平成30年）にはまちづくり会社である株式会社一樹の蔭が建物を取得し、2019年（令和元年）にはレストランの紀州原始焼 みなもが開店し、さらに同年7月1日にはNIPPONIA HOTEL 串本 熊野海道の一室となった。
2019年（令和元年）12月5日、「旧神田家別邸（稲村亭）」として登録有形文化財に登録された。登録基準は「造形の規範となっているもの」。串本町の登録有形文化財は樫野埼灯台旧官舎に次いで2件目である。

## 建築
木造、桟瓦葺。西面は入母屋造、東面は切妻造。